# Moran Roth
Moran Roth (in ebraico מורן רוט‎?; Ashdod, 10 novembre 1982) è un ex cestista israeliano.
Alto 186 cm, giocava come playmaker.

## Carriera
Con Israele ha disputato due edizioni dei Campionati europei (2007, 2009).

## Palmarès
- Campionato israeliano: 1

Hapoel Holon: 2007-08
- Coppa di Israele: 1

Maccabi Tel Aviv: 2012-13
- Coppa di Lega israeliana: 2

Hapoel Gerusalemme: 2008
Maccabi Tel Aviv: 2012